# Лембас
Лембас (Lembas) е измислена храна от фантастичния свят на писателя Джон Роналд Руел Толкин. Лембас се превежда като Пътен хляб и се произвежда единствено от елфите. Питките лембас са изключително хранителни, остават пресни в продължение на месеци, когато са обвити в листа. Използват за прехрана по време на дълги пътешествия. Външната страна на питките има кафеникав цвят, докато вътрешността им е по-светла. Тайната за производство на лембас се пази строго от елфите и само в изключително редки случаи питките се предостъпват на неелфи. Както и други от предметите, произвеждани от елфите, питките лембас не се харесват от злите създания. Ам-гъл категорично отказва да яде от пътния хляб.
Мелиан, кралицата на Дориат е тази която първоначално притежава рецептата за приготвяне на лембас. След това рецептата е предадена на Галадриел, както и на други елфи.